# (14413) Geiger
(14413) Geiger (1991 RT3) – planetoida z pasa głównego asteroid okrążająca Słońce w ciągu 3,46 lat w średniej odległości 2,29 j.a. Odkryta 5 września 1991 roku.